# NGC 1954
NGC 1954 (również PGC 17422) – galaktyka spiralna (Sbc), znajdująca się w gwiazdozbiorze Zająca. Odkrył ją William Herschel 14 grudnia 1786 roku.
W galaktyce tej zaobserwowano supernowe SN 2010ko, SN 2011fi i SN 2013ex.